# Língua molbog
Molbog é uma língua austronésia falada nas Filipinas e em Sabah, Malásia. A maioria dos falantes está concentrada no extremo sul da província filipina de Palauã, especificamente nos municípios de Bataraza e Balabac]]. Ambos os municípios são considerados baluartes da conservação ambiental da província. A maioria dos falantes de Molbog são muçulmanos.

## Classificação
A classificação de Molbog é controversa. Thiessen (1981) agrupa o Molbog com as linguas palavânicas], com base em inovações fonológicas e lexicais compartilhadas.  Esta classificação é apoiada por Smith (2017). Uma visão alternativa é adotada por Lobel (2013), que coloca o Molbog junto com o Bonggi em um subgrupo de ínguas Molbog-Bonggi.

## Fonologia

### Consoantes
|             |             | Labial | Alveolar | Palatal | Velar | Glotal |
| ----------- | ----------- | ------ | -------- | ------- | ----- | ------ |
| Oclusiva    | surda       | p      | t        |         | k     | ʔ      |
| Oclusiva    | sonora      | b      | d        | (dʒ)    | ɡ     |        |
| Nasal       | Nasal       | m      | n        | (ɲ)     | ŋ     |        |
| Fricativa   | Fricativa   |        | s        |         |       | h      |
| Vibrante    | Vibrante    |        | ɾ        |         |       |        |
| Lateral     | Lateral     |        | l        |         |       |        |
| Aproximante | Aproximante | w      |          | j       |       |        |

- Sons [dʒ, ɲ] ocorrem como resultado de empréstimos do espanhol, malaio ou dialetos da língua sama.
- /h/ ocorre apenas marginalmente. Embora geralmente tenha sido perdido em palavras herdadas, é retido em algumas palavras, por exemplo. luhaʔ 'lágrimas', provavelmente através de re-empréstimo.[5]

### Vogais
|         | Anterior | Central | Posterior |
| ------- | -------- | ------- | --------- |
| Fechada | i        |         | u         |
| Medial  |          |         | o         |
| Aberta  |          | a       |           |

## Escrita
Como ocorre com a maioria das línguas filipinas, o alfabeto latino usado pelo Molbog usa poucas letras. Não se usam a letras E, C, F, Q, V, X, Z. Usam-se as formas Ng e Ny.